# Verrijzeniskapel (Turku)
De Verrijzeniskapel (Fins:Ylösnousemuskappeli) is een kapel bij begraafplaats van de Finse stad Turku. Het is, met de Heilige kruiskapel, een van twee kapellen die zich aan de begraafplaats bevindt. De architect van de kapel, Erik Bryggman, ligt niet ver er van begraven. De kerk staat bekend om zijn natuur ornamenten in de vorm van planten en bladeren.

## Geschiedenis
De bouw van de kapel begon in 1939 maar werd onderbroken door de Winteroorlog. Vanwege de oorlog wou de architect een plek van comfort creëren voor de nabestaanden met deze kapel. In de lente van 1941, net voor het begin van van de Vervolgoorlog was de kapel klaar en geopend. Hierdoor is dit het enige grote bouwproject uitgevoerd in Finland tijdens de Tweede Wereldoorlog.